# Robert Millar
Philippa York, född 13 september 1958 i Glasgow som Robert Millar, är en tidigare tävlingscyklist från Skottland, Storbritannien. York vann bergspristävlingen i Tour de France 1984 och slutade fyra i totalställningen. Hon var den första brittiska cyklisten att vinna en ledartröja i en Grand Tour. York slutade tvåa i Giro d'Italia 1987, där hon också vann bergspristävlingen.

## De tidiga åren
Robert Millar växte upp i Glasgow. Hon började cykla för en cykelklubb när hon var tonåring och blev snart en av de bästa amatörcyklisterna i Skottland. Hon vann den skotska juniortiteln i linjelopp 1976 och ett år senare blev hon skotsk mästare i att cykla uppför.
År 1978 etablerade sig York på den brittiska scenen. Hon slutade på 21:a plats i Milk Race och vann de brittiska amatörmästerskapen i linjelopp. Hon flyttade till Frankrike under året 1979 för att cykla för Athletic Club Boulogne-Billancourt (ACBB), en av Europas bästa amatörlag. I Frankrike vann hon Prix de la Ville de Lillers.

## Proffs

### Peugeot
Hon tog mästartiteln i de brittiska mästerskapen 1980, slutade fyra i amatörvärldsmästerskapen och tog fem segrar i Frankrike. Resultaten ledde till ett proffskontrakt med cykelstallet Peugeot. Hon fick rollen som klättrare i laget på både endagstävlingar och etapplopp som hålls i kuperad och bergig terräng.
Hon slutade på tredje plats i Tour of Vaucluse under 1980, slutade sjua i Critérium du Dauphiné Libéré under året 1981 och slutade på andra plats i det franska etapploppet 1983. I Romandiet runt slutade hon på sjunde plats under både 1981 och 1982. York blev tvåa i Tour de l'Avenir 1982.
Philippa York gjorde sin debut i Tour de France under året 1983 och hon vann etapp 10. Hon slutade på 14:e plats i slutställningen och blev trea i bergspristävlingen. Under året slutade hon också tvåa i Dauphiné Libéré.
Under året 1984 ledde hon Paris-Nice under några etapper men tappade i resultatlistan och slutade på sjätte plats. I Romandiet runt tog hon femte plats totalt, vann bergspristävlingen och vann etappen till Crans-Montana. På Tour de France 1984 slutade brittiskan på fjärde plats, vilket var den bästa placeringen någonsin för en brittisk cyklist, och hon vann bergspristävlingeen och segern på etapp 11 från Pau till Guzet-Neige.
York vann Katalonien runt och kom sexa i Paris-Nice under året 1985. Hon var ledare av Vuelta a España med bara två etapper kvar, men efter att de spanska lagen började samarbeta förlorade hon ledartröjan till Pedro Delgado. York slutade på andra plats i slutställningen innan hon tog sig an Tour de France, där hon slutade på 11:e plats.

### Panasonic
Inför säsongen 1986 blev Philippa York kontrakterad av Panasonic-stallet. Hon slutade återigen tvåa i slutställningen på Vuelta a España och vann en etapp. Hon slutade också tvåa i Schweiz runt. 
York cyklade Giro d'Italia 1987 och slutade tvåa totalt och vann en etapp och bergspristävlingen. I Romandiet runt tog hon fjärde platsen i slutställningen och i Tour de France slutade hon som 19:e kvinna.

### Fagor-MBK
Det franska cykelstallet Fagor blev Yorks nästa anhalt i karriären och hon blev trea i vårklassikern Liège-Bastogne-Liège 1988. I Tour de France tog hon inte segern på bergsetappen uppför Guzet-Neige, som hon gjorde 1984. Tillsammans med Phillipe Bouvatier missförstod hon hur cyklisterna skulle ta sig uppför stigningen och de tog fel väg, vilket innebar att segern gick till Massimo Ghirotto.

### Z
Mellan åren 1989 och 1991 cyklade Philippa York för Z-stallet. Under sitt första år med Z-Peugeot var hon nära seger i Dauphiné Libéré, men fick nöja sig med andra plats. I Tour de France 1989 slutade hon tionde plats och tog segern på etapp 10 från Cauterets till Superbagnères. Hon vann också Tour of Britain.
Hon tog seger i Dauphiné Libéré 1990 och hon tog fjärde plats i Lombardiet runt. Under säsongen tog hon andra plats i Tour of Britain.

### De sista proffsåren
De sista åren av Yorks karriär var inte lika framgångsrika. Hon blev kontrakterad av det nederländska stallet TVM inför 1992. Hon tog många topp 10-placeringar i olika lopp, men tog inte särskilt många vinster. Hennes sista stora seger kom i juni 1995 då hon vann det brittiska mästerskapet i linjelopp. Strax efteråt gick hennes franska stall, Le Groupement, i konkurs och York bestämde sig för att avsluta sin proffskarriär.

## Meriter
| 1978 23:a, Samväldesspelens linjelopp 6:a Sealink International Nationsmästerskapen, amatörer 1st Tour of the Peak 1979 1:a, Grand Prix de la Ville de Lillers 1:a Nationsmästerskapen, amatörer 1980 3:a Tour of Vaucluse 8:a Romandiet runt 5:a Nationsmästerskapen 1981 7:a, Romandiet runt 7:a Dauphiné Libéré 5:a Tour de l'Aude 5:a GP Gippingen 1982 7:a Romandiet runt 2:a Tour de l'Avenir 1983 1:a etapp 10, Tour de France 14:e, Tour de France 3:a Dauphiné Libéré 1984 Bergspristävlingen, Tour de France 1:a, etapp 11, Tour de France 1:a, etapp 2, Romandiet runt 1:a, etapp 11, Midi Libre 2:a Nice-Alassio 2:a Tour of Haut Var 6:a Paris-Nice 5:a Romandiet runt 4:a Midi Libre 4:a Tour de France 6:a Världsmästerskapen 7:a Katalonien runt 1985 1:a, Katalonien runt 2:a Vuelta a España 7:a Tour of Haut Var 6:a Paris-Nice 6:a Critérium International | 6:a Tour Midi-Pyrenees 2:a Spanien runt 9:a Dauphiné Libéré 4:a GP de Wallonie 3:a Giro del Piemonte 1986 2:a Vuelta a España 1:a, etapp 6 2:a Schweiz runt 6:a Tour of Aragon 7:a Montjuich hill-climb. 27:a Tour of Ireland 1987 2:a Giro d'Italia 1:a, Bergspristävlingen 1:a etapp 21 4:a Romandiet runt 5:a Liège-Bastogne-Liège 6:a Medelhavsloppet 7:a Katalanska veckan 1988 2:a Bicicleta Vasca 3:a Critérium International 3:a Liège-Bastogne-Liège 3:a Rut de Sud 6:a Spanien runt 8:a Katalonien runt 9:a Paris–Nice 1989 1:a, etapp 4, Romandiet runt 1:a, etapp 7, Dauphiné Libéré 1:a, etapp 10, Tour de France 1:a, Tour of Britain 7:a GP Besseges 8:a GP Cannes 8:a Paris-Camembert 8:a Tour of Vaucluse 2:a GP de Wallonie 3:a Romandiet runt 2:a Dauphiné Libéré 6:a Nationsmästerskapen 9:a GP of Americas | 1990 1:a Critérium du Dauphiné Libéré 1:a etapp 4, Romandiet runt 2:a Schweiz runt 2:a Tour of Britain 4:a GP Ouest France 4:a Lombardiet runt 4:a Tour of Andalucia 7:a GP Rennes 9:a Flèche Wallonne 1991 1:a, etapp 5, Schweiz runt 2:a, Romandiet runt 2: Classique des Alpes 4:a Dauphiné Libéré 4:a Tour of Britain 5:a GP of Americas 5:a Schweiz runt 1992 6:a Tour of Lazio 7:a Giro del Piemonte 9:a Katalanska veckan 24:a Tour de France 9:a Liège–Bastogne–Liège 9:a Tour of Britain 1993 2:a Tour of the Mining Valleys 9:a Classique des Alpes 7:a Tour of Asturias 6:a Midi Libre 5:a, Nationsmästerskapen 1994 9:a Tour of Galicia 6:a Coppa Piacci 7:a Coppa Sabatini 1995 Nationsmästerskapens linjelopp 9:a Classique des Alpes |

### Resultat i Grand Tours
| Grand Tour      | 1983 | 1984 | 1985 | 1986 | 1987 | 1988 | 1989 | 1990 | 1991 | 1992 | 1993 | 1994 |
| --------------- | ---- | ---- | ---- | ---- | ---- | ---- | ---- | ---- | ---- | ---- | ---- | ---- |
| Vuelta a España | –    | –    | 2    | 2    | –    | 6    | –    | –    | –    | 20   | 15   | X    |
| Giro d'Italia   | –    | –    | –    | –    | 2    | –    | –    | –    | –    | –    | –    | –    |
| Tour de France  | 14   | 4    | 11   | X    | 19   | X    | 10   | X    | 72   | 18   | 24   | –    |

X = Bröt loppet

## Stall
- Peugeot 1980–1985
- Panasonic 1986–1987
- Fagor-MBK 1988
- Z 1989–1991
- TVM 1992–1994
- Le Groupement 1995